# Henrik Irén
Henrik Irén (Budapest, 1937. június 11.) animációs operatőr. Dargay Attila rajzfilmrendező és képregényrajzoló munkatársa és felesége.

## Élete
1956-tól kifestőként dolgozott a Pannónia Filmstúdióban, később gyártásvezető, segédoperatőr, 1963-tól operatőr. Számos reklám, egyedi- és rajzolt mozisorozat fényképezése fűződik a nevéhez. A legkülönfélébb stílusú rendezőkkel dolgozott együtt. Végigfényképezte a Gusztáv- és a Peti-sorozatot, de méltó partner volt olyan egyedi filmekben is, mint a Ternovszky által rendezett Modern edzésmódszerek, vagy a Megalkuvó macskák. Reisenbüchler Sándor Az 1812-es év című, speciális kollázstechnikával készült filmje jelentette művészileg a legnagyobb feladatot: különleges trükkökkel, fényeffektusokkal, a zenei ritmushoz alkalmazkodó gépmozgásokkal szolgálta a látványt.
Ő fotografálta többek között férje, Dargay Attila sorozatait és egész estés filmjeit (Lúdas Matyi, Vuk, Szaffi, Az erdő kapitánya) vagy a Vízipók-csodapók első sorozatának egyik epizódját (még a moziváltozatában is felkerül a neve az operatőrök közé) illetve a Hófehér című egész estés Nepp-filmet.

## Filmográfia
(válogatás)

### Főbb rövid rajzfilmjei
- A telhetetlen méhecske (1958) gyártásvezetőként
- A ceruza és a radír (1960) asszisztensként
- A piros pöttyös labda (1961) operatőrként
- Mackókaland (1962) operatőrként
- Dióbél királyfi (1963) asszisztensként
- A holdhorgász (1964) operatőrként
- Variációk egy sárkányra (1967) operatőrként
- Uhuka, a kis bagoly (1969) operatőrként
- Mélyvíz (1970)
- Rend a házban (1970) operatőrként
- Gusztáv és a Léda (1970) operatőrként
- A három nyúl (1972) operatőrként
- Hajrá, mozdony! (1972)
- Össztánc (1972)
- A hétpöttyös autó (1973)
- Az 1812-es év (1973)
- Pázmán lovag (1973) operatőrként
- Pléh-boy (1973) operatőrként
- Több mese egy sorban (1973) operatőrként
- Hé, Te! (1976) operatőrként
- Visszajelzés (1977)
- Lenke néni (1980)
- Pánik (1983)

### Rajzfilmsorozatai
| - Gusztáv - Gusztáv nem vesz autót (1966) - Gusztáv: Gusztáv párt választ (1975) - Gusztáv: Kicsi Gusztáv (1975) - Gusztáv: Gusztáv balek (1976) - Gusztáv: Gusztáv nyer (1976) - Gusztáv: Gusztáv az aranyásó (1976) - Gusztáv: Gusztáv két arca (1977) - Vízipók-csodapók I. (1976) - Légnadrág | - Vakáción a Mézga család (1978) - A jég hátán - A lakatlan sziget - Cseberből vederbe - Az üvegszemű kapitány - Egymillió dollár - A fekete arany - Végre otthon! |

### Egész estés rajzfilmjei
- János vitéz (1973)
- Hugó, a víziló (1975)
- Lúdas Matyi (1977)
- Vuk (1981)
- Vízipók-csodapók (1982)
- Hófehér (1983)
- Szaffi (1984)
- Az erdő kapitánya (1988)
- Csongor és Tünde (2025) tanácsadóként